# Liubímivka
Liubímivka (en ucraïnès Любимівка) és una vila de l'óblast de Kherson, Ucraïna, actualment sota ocupació russa. El 2021 tenia 5.525 habitants. Es troba al costat de la ciutat de Kakhovka, a la riba esquerra del riu Dnièper.